# Mogolloncultuur

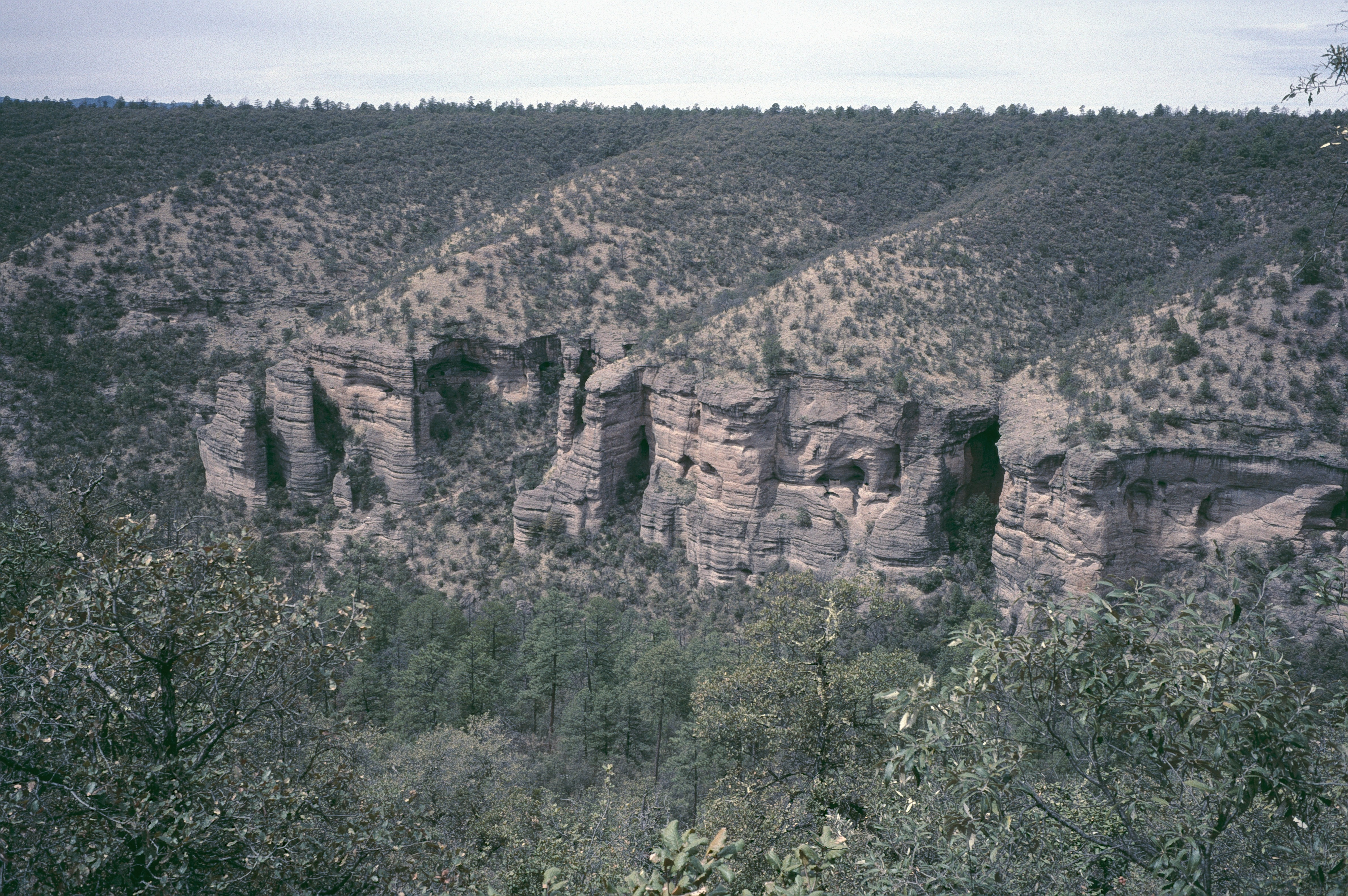
rotswoningen van Cuarenta Casas, Chihuahua, Mexico

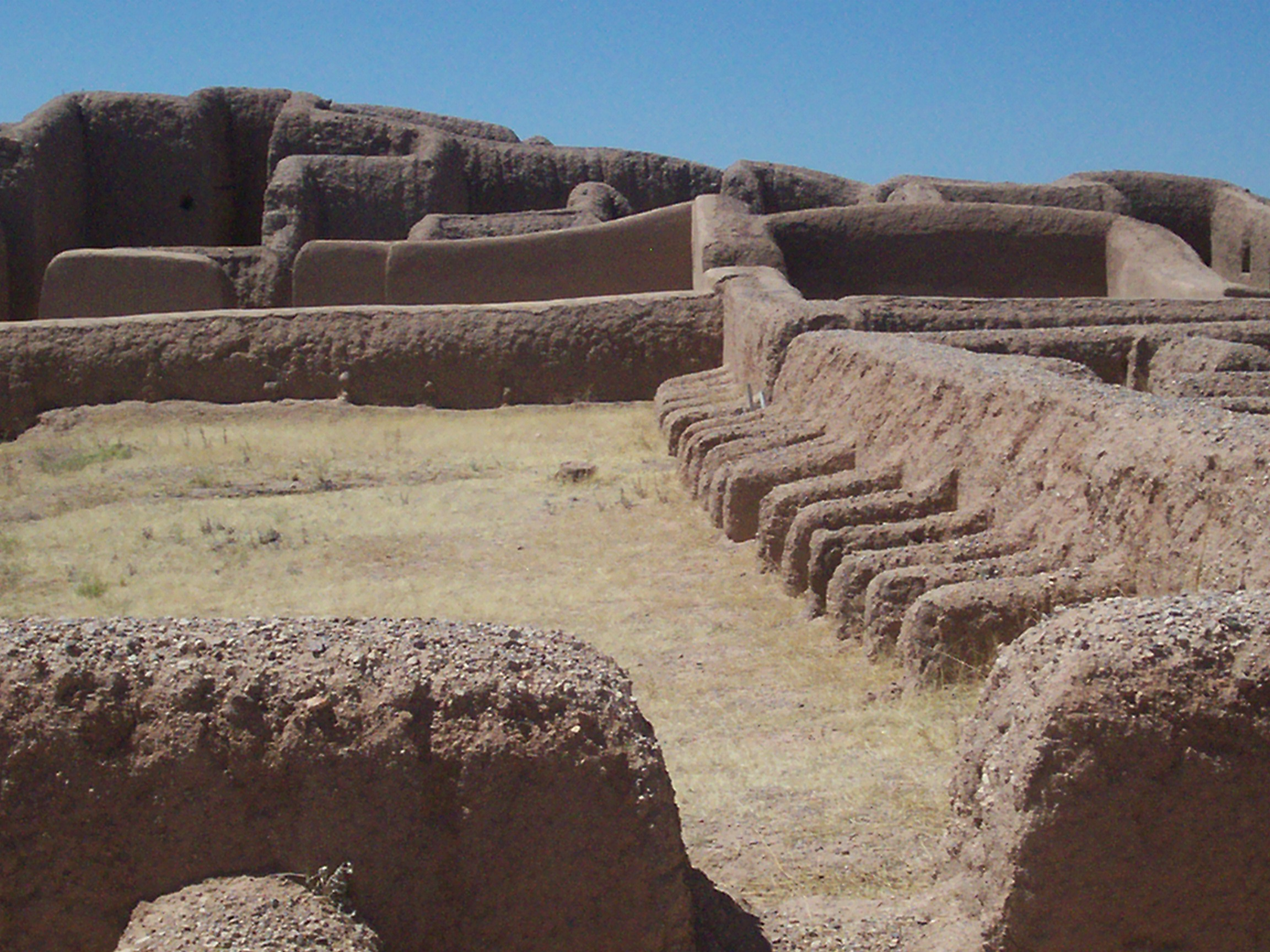
Ara-verblijven in Paquimé, Chihuahua

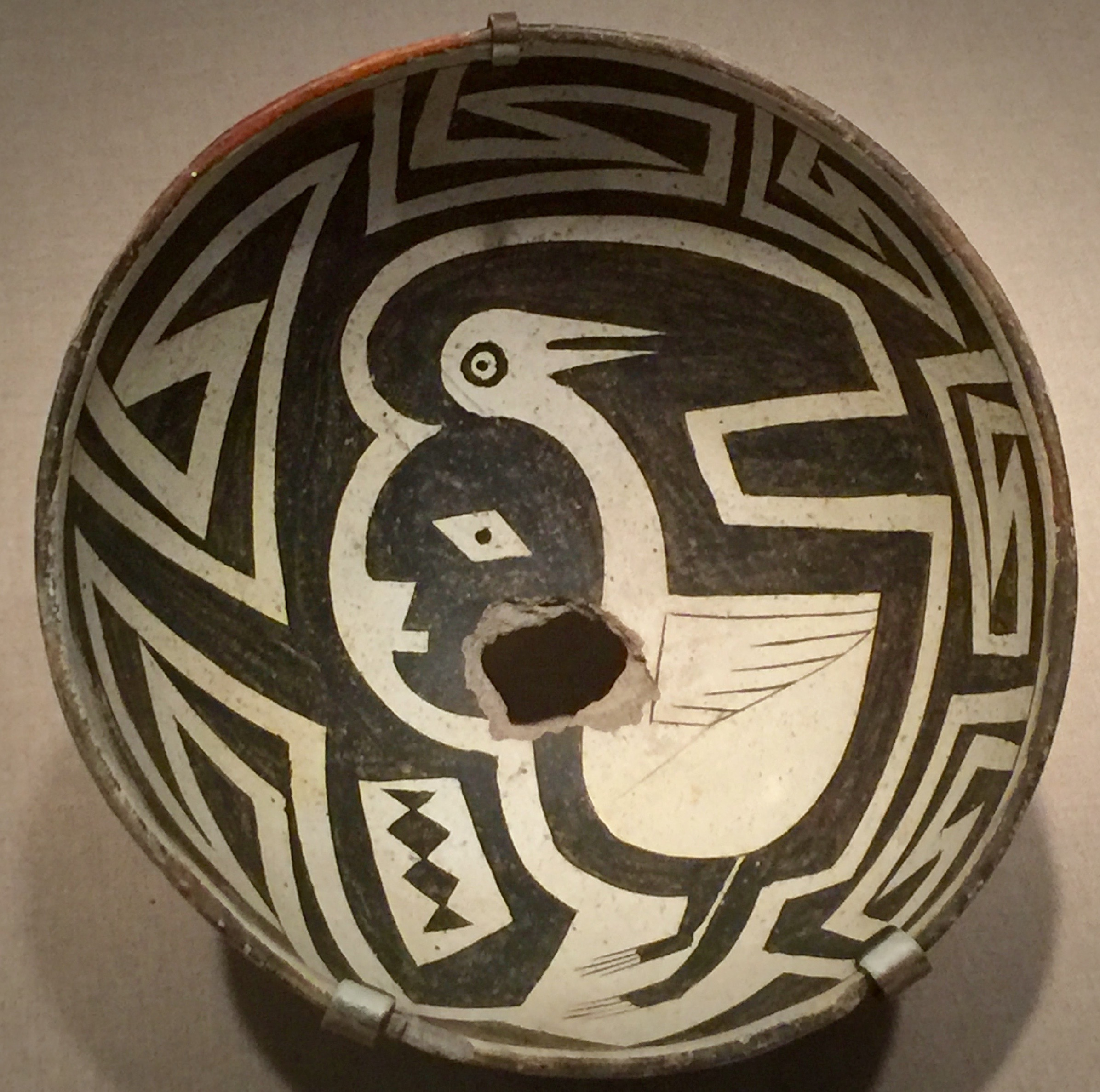
man en kraanvogel, Mangas-Mimbres-site, ca. 1000 AD

De Mogolloncultuur is een archeologische cultuur van Indiaanse volkeren in Zuidelijk New Mexico en Arizona, Noordelijk Sonora en Chihuahua, en Westelijk Texas.
Het is een van de belangrijkste precolumbiaanse culturen van de Zuidwestelijke Verenigde Staten en Noord-Mexico. De cultuur bloeide vanaf de klassieke periode (ca. 200) tot de Spaanse kolonisatie. De naam is afgeleid van van de Mogollon Mountains, die zijn vernoemd naar Don Juan Ignacio Flores Mogollón, de Spaanse gouverneur van Nieuw-Spanje van 1712 tot 1715. 

## Eigenschappen
De cultuur werd in 1936 gedefinieerd en vernoemd door de archeoloog Emil W. Haury, gebaseerd op zijn opgravingen in 1931, 1933 en 1934 in Harris Village in Mimbres, New Mexico, en Mogollon Village aan de bovenloop van de San Francisco in New Mexico. Haury erkende verschillen tussen architectuur en artefacten van deze sites en sites in het Hohokam-cultuurgebied en de Pueblocultuur. De belangrijkste verschillen waren onder meer het aardewerk, de diep uitgegraven semi-ondergrondse kuilwoningen en de andere ceremoniële architectuur. Tegenwoordig wordt het onderscheidende karakter van de Mogollon-aardewerkproductie, de architectonische constructie, het ontwerp van geslepen stenen werktuigen, de verblijfplaatsen en de behandeling van de doden algemeen erkend. 
De vroegste Mogollon-kuilhuizen waren diep en rond of ovaal van vorm. In de loop van de tijd bouwde men rechthoekige huizen met afgeronde hoeken die minder diep waren. Hun dorpen hadden ook kiva's: ronde, halfondergrondse ceremoniële bouwwerken. 

## Geschiedenis
Een theorie is dat de Mogolloncultuur voortkwam uit een archaïsche woestijntraditie die verband hield met de eerste menselijke bezigheden van het gebied (rond 9000 v.Chr.). In deze theorie ontstonden culturele verschillen in de grotere regio toen de bevolking voldoende groeide om dorpen en grotere gemeenschappen te stichten. Een alternatieve theorie is dat de Mogollon afstamden van migranten uit landbouwgebieden in Centraal-Mexico rond 3.500 v.Chr., en de afstammelingen van de archaïsche woestijnvolkeren verdrongen. Een derde theorie is dat de Mogollon afstamden van de Cochisecultuur, die rond 5000 v.Chr. in het gebied aankwam, niet verwandt was met de oudere bewoners van het gebied, en de landbouw overnam van Centraal-Mexico.
Aanvankelijk waren de Mogollon verzamelaars die hun levensonderhoud aanvulden door akkerbouw. Tijdens het eerste millennium AD nam de afhankelijkheid van de landbouw waarschijnlijk toe. Irrigatiewerken kwamen veel voor bij de Mimbres-ondercultuur van de 10e tot 12e eeuw.
De aard en dichtheid van de nederzettingen veranderde in de loop van de tijd. De vroegste dorpen bestonden uit verschillende kuilhuizen: huizen die in de grond zijn gegraven, met daken van takken en riet, ondersteund door een netwerk van palen en balken, aan de buitenkant bedekt met leem. De nederzettingen groeiden, en tegen de 11e eeuw werden pueblo's op grondniveau gemeengoed. Deze hadden huizen op de begane grond met muren van steen en aarde en daken die werden ondersteund door netwerken van palen en balken. In de 13e en 14e eeuw werden klifwoningen gebruikelijk.
Onderzoek naar de Mogolloncultuur heeft geleid tot de erkenning van regionale varianten, waarvan de meest bekende de Mimbres-groep is. Andere groepen zijn de Jornada, Forestdale, Reserve, Point of Pines (of "Black River"), San Simon en Upper Gila. 

### Periodisering
De Mogolloncultuur wordt vaak verdeeld in vijf periodes, voorgesteld door Joe Ben Wheat in 1955:
- Mogollon 1 (200 - ca. 400): Pine Lawn, Georgetown, Penasco, Circle Prairie en Hilltop-fasen
- Mogollon 2 (ca. 400–650): San Lorenzo-, Dos Cabezas-, Circle Prairie- en Cottonwood-fasen
- Mogollon 3 (650-850): San Francisco-, Pinaleno-, Galiuro-, Forestdale- en San Marcial-fasen
- Mogollon 4 (850–1000): Drie cirkel-, Cerros-, Corduroy-, Mesilla- en Capitan-fasen
- Mogollon 5 (1000–1450), Inclusief de klassieke Mimbres-groep (1050–1200): Mangus-, Mimbres-, Encinas-, Reserve-, Tularosa-, Dona Anna-, Three Rivers-, El Paso- en San Anders-fasen.

Een andere manier om de geschiedenis van Mogollon te verdelen is in drie periodes van woningtypes:
- Vroege kuilhuis (200-550)
- Late kuilhuis (550–1000)
- Mogollon Pueblo (1000–1450).

## Sites
Archeologische vindplaatsen die aan de Mogolloncultuur worden toegeschreven zijn te vinden in de Gila Wilderness, Mimbres River Valley, langs de Upper Gila-rivier, Paquimé en Hueco Tanks, een gebied met lage bergen tussen het Franklin-gebergte in het westen en het Hueco-gebergte in het oosten. Het Gila Cliff Dwellings National Monument in het zuidwesten van New Mexico werd op 16 november 1907 opgericht als nationaal monument. Het bevat verschillende archeologische vindplaatsen die worden toegeschreven aan de Mimbres-groep. Aan de bovenloop van de Gila grensden de Mimbres-populaties aan een andere, meer noordelijke tak van de Mogolloncultuur. De TJ-ruïne is bijvoorbeeld een pueblo in de klassieke Mimbres-fase, maar de klifwoningen zijn in de Tularosa-fase. De Hueco Tanks State Historic Site is ongeveer 51 km ten noordoosten van El Paso, Texas. 

## Afstammelingen
Het gebied dat oorspronkelijk door de Mogolloncultuur werd bewoond, werd uiteindelijk opgevuld door de niet-verwante Apachen, die vanuit het noorden naar binnen trokken. Hedendaagse Pueblo-volkeren in het zuidwesten beweren echter dat ze afstammen van de Mogollon en andere verwante culturen. Archeologen geloven dat de West-Pueblo-dorpen van de Hopi en Zuni mogelijk verwant zijn aan de Mogollon. Keramiektradities en mondelinge geschiedenis verbinden de Acoma, Hopi en Zuni met de Mogollon.
- Biblioteca Nacional de España: XX5293408
- Bibliothèque nationale de France: cb119579393 (data)
- Gemeinsame Normdatei: 4378021-0
- Library of Congress Control Number: sh85086487
- Système universitaire de documentation: 027566536